# بورگ-آن-برس
بورگ-آن-برس (به فرانسوی: Bourg-en-Bresse) شهری در شهرستان اَن (Ain) در ناحیهٔ رون-آلپ (Rhône-Alpes) با جمعیت ۴۰٬۱۵۶ نفر که در کشور فرانسه واقع شده‌است.